# 蕭放
蕭 放（しょう ほう、生没年不詳）は、南朝梁の皇族。字は希逸。

## 経歴
蕭祗の子として生まれた。太清3年（549年）、侯景が建康を陥落させると、蕭放は父とともに東魏に亡命した。父が死去すると、墓のそばに廬を営んで喪に服した。廬の前の樹上に2羽の鳥が巣をつくり、午後には哭泣するように悲しげに鳴いた。このとき家人が廬の中をうかがうと、蕭放は必ずいて喪礼をおこなっていた。このため蕭放は孝行で名を知られた。服喪を終えると、爵位を嗣いだ。
北斉の武平年間、待詔文林館をつとめた。蕭放は文学を好み、宮中の史書や詩賦を読みあさり、屏風などの絵の監修をおこなった。太子中庶子・散騎常侍に累進した。

## 伝記資料
- 『北斉書』巻33 列伝第25
- 『北史』巻29 列伝第17